# Азійське століття

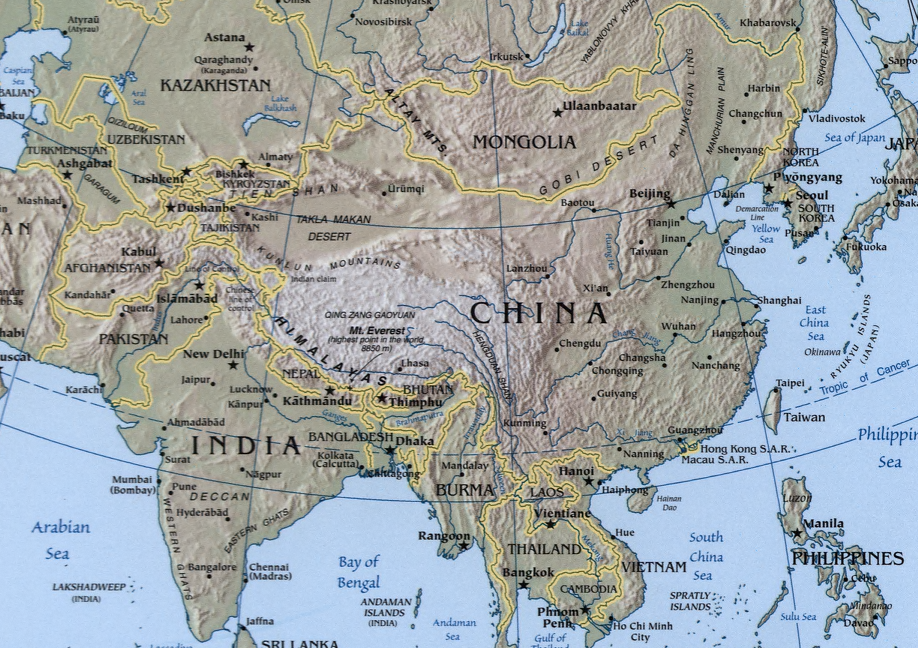
Китай та Індія мають два найбільших населення у світі, і очікується, що вони швидко розвиватимуться економічно.

Азійське століття — це прогнозоване переважання азійської політики та культури у ХХІ столітті, якщо припустити, що певні демографічні та економічні тенденції будуть продовжуватися. 
Цей термін подібний до того, як 19 століття називали британським імперським століттям, а 20 століття — американським.
Результати дослідження, проведеного Азійським банком розвитку у 2011 році, вказують на те, що до 2050 року, 3 мільярди азійців (що становить приблизно 56,6% від загальної кількості приблизно 5,3 мільярда жителів Азії) можуть мати рівень життя, аналогічний сучасному в Європі. Більше половини світового виробництва може припадати на цей регіон до середини століття.
Деякі експерти стверджують, що зростаючий акцент в Азії на солідарності та прогресивних міжнародних відносинах може сприяти настанню 21-го азійського століття.  Однак, нещодавній конфлікт між Китаєм та Індією вказує на те, що обидві країни можуть втратити свої лідерські позиції в цьому столітті.

## Походження терміна
У 1924 році Карл Хаусхофер ввів термін «тихоокеанська епоха», передбачаючи розвиток Японії, Китаю та Індії. Він описав цей гігантський простір, який розширювався перед нашими очима, і висловлював думку, що туди напливають сили, готові привести до настання тихоокеанської епохи. Він розглядав її як спадкоємець атлантичної, старшої середземноморської та європейської епох.
Фраза "азійське століття" з'явилася у середині-наприкінці 1980-х років. Це пов'язано із зустріччю 1988 року між лідером Paramount Ден Сяопіном з Китаю та прем’єр-міністром Ганді з Індії. Під час цієї зустрічі Ден висловив сумнів щодо ідеї, що наступне століття буде століттям Азії та Тихого океану. Він не погоджувався з цією точкою зору, виклавши свою думку під час слухань у Комітеті Сенату США з міжнародних відносин у 1985 році. Пізніше цей погляд був визнаний політичними лідерами Азії і зараз широко використовується у ЗМІ.

## Причини
Стабільні економічні показники Азії протягом трьох десятиліть до 2010 року, порівняно з іншими регіонами світу, є, можливо, найвагомішим доводом на користь ідеї Азійського століття. Хоча різниця в економічних показниках була визнана протягом тривалого періоду, окремі нещасливі події, такі як азійська фінансова криза 1997 року, маскували широкий спектр і загальну тенденцію. Проте на початку 21 століття можна вказати на вагомі докази того, що економічна міцність Азії не лише була стійкою, а й володіла потужністю і масштабом, які могли значно змінити геополітичний ландшафт на планеті. Внаслідок цього одна чи кілька національних держав Азії можуть взяти на себе глобальне лідерство в таких важливих сферах, як міжнародна дипломатія, військова потужність, технології і "м'яка сила".
Кішор Махбубані, серед численних вчених, що аналізують чинники, які сприяли великому прогресу в Азії, визначає сім ключових аспектів, які зробили азійські країни піонерами і дозволили їм досягти взаємопорозуміння з західними партнерами. Серед цих семи факторів визначаються: економіка вільного ринку, наука і технології, меритократія, прагматизм, культура миру, верховенство права та освіта.
Професор Джон Вест у своїй книзі «Століття Азії ... на лезі ножа»  стверджує:
«У протязі двадцять першого століття Індія може стати провідною країною в Азії. Вже на даний момент економіка Індії зростає швидше, ніж економіка Китаю, і ця тенденція може продовжуватися, якщо Китай серйозно не розпочне економічні реформи. Крім того, населення Індії перевершить Китай у 2022 році, і до 2100 року воно може бути приблизно на 50% вище, за даними ООН.»  .
У 2019 році професор Кріс Огден, який викладає азійську безпеку в Університеті Сент-Ендрюс, відзначив, що, незважаючи на те, що доходи на душу населення та інфраструктура все ще відстають, багатство перетворюється на вплив у сфері військової, політичної та інституційної сфер, через такі органи, як Організація Об'єднаних Націй та новий Азійський банк інфраструктурних інвестицій. Внаслідок цього дві найбільші сили в Азії отримують структурну центральну роль і важливість, що робить їх критично важливими глобальними стовпами. Очікувані наростання населення та активна роль лідерів прискорюють та підтримують цю критичну роль. Якщо екзистенційні проблеми, такі як забруднення навколишнього середовища та корупція, можуть бути подолані, то це може сприяти появі світового порядку, зорієнтованого на Азію та Китай/Індію, який стане ключовою основою міжнародних відносин протягом багатьох десятиліть.

### Демографія
Прогнозується, що зростання населення в Азії буде тривати принаймні до першої половини 21 століття, хоча його темп значно сповільнився з кінця 20 століття. За прогнозами, до початку 21 століття населення Азії збільшиться до п'яти мільярдів до 2050 року. Хоча не передбачається значущого змінення відсотка світового населення, очікується зменшення частки Північної Америки та Європи у світовій популяції.

### Економіка

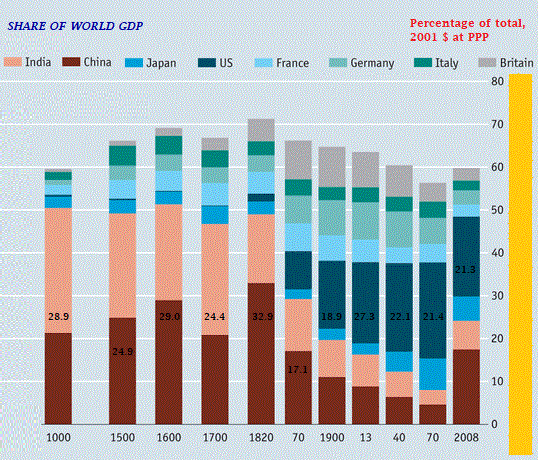
Глобальний внесок у світовий ВВП основних економік з 1 року нашої ери до 2003 року нашої ери згідно з оцінками Ангуса Меддісона. До 18 століття Китай та Індія були двома найбільшими економіками за обсягом ВВП.

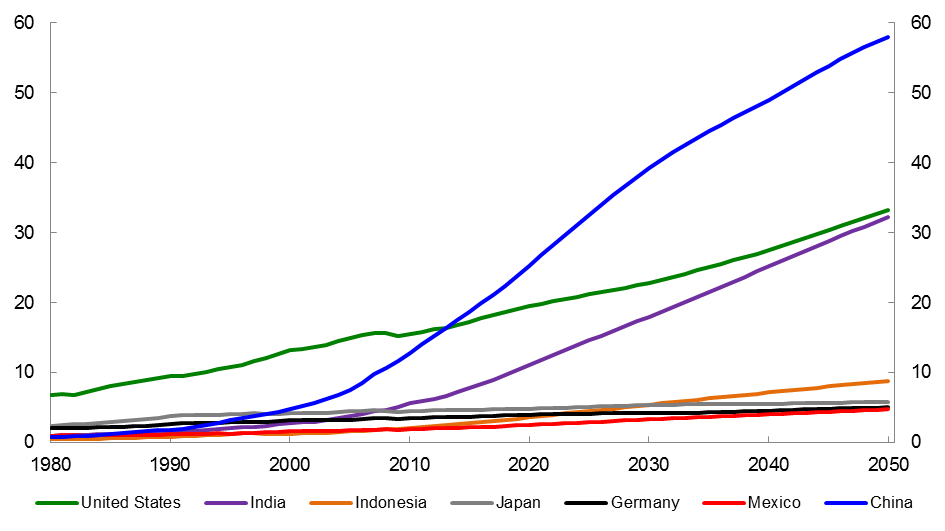
Прогнозований ВВП 7 найбільших економік у 2050 році

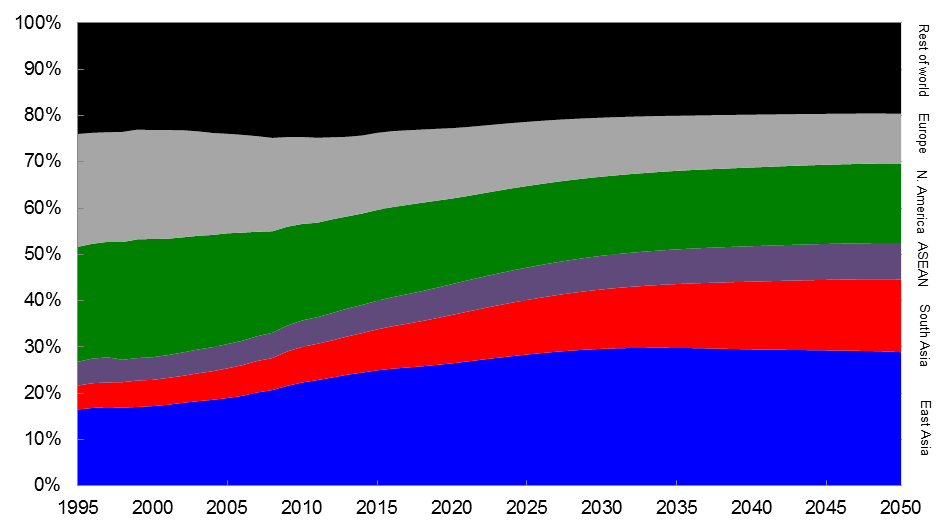
Прогнозовані частки світового ВВП за регіонами до 2050 року

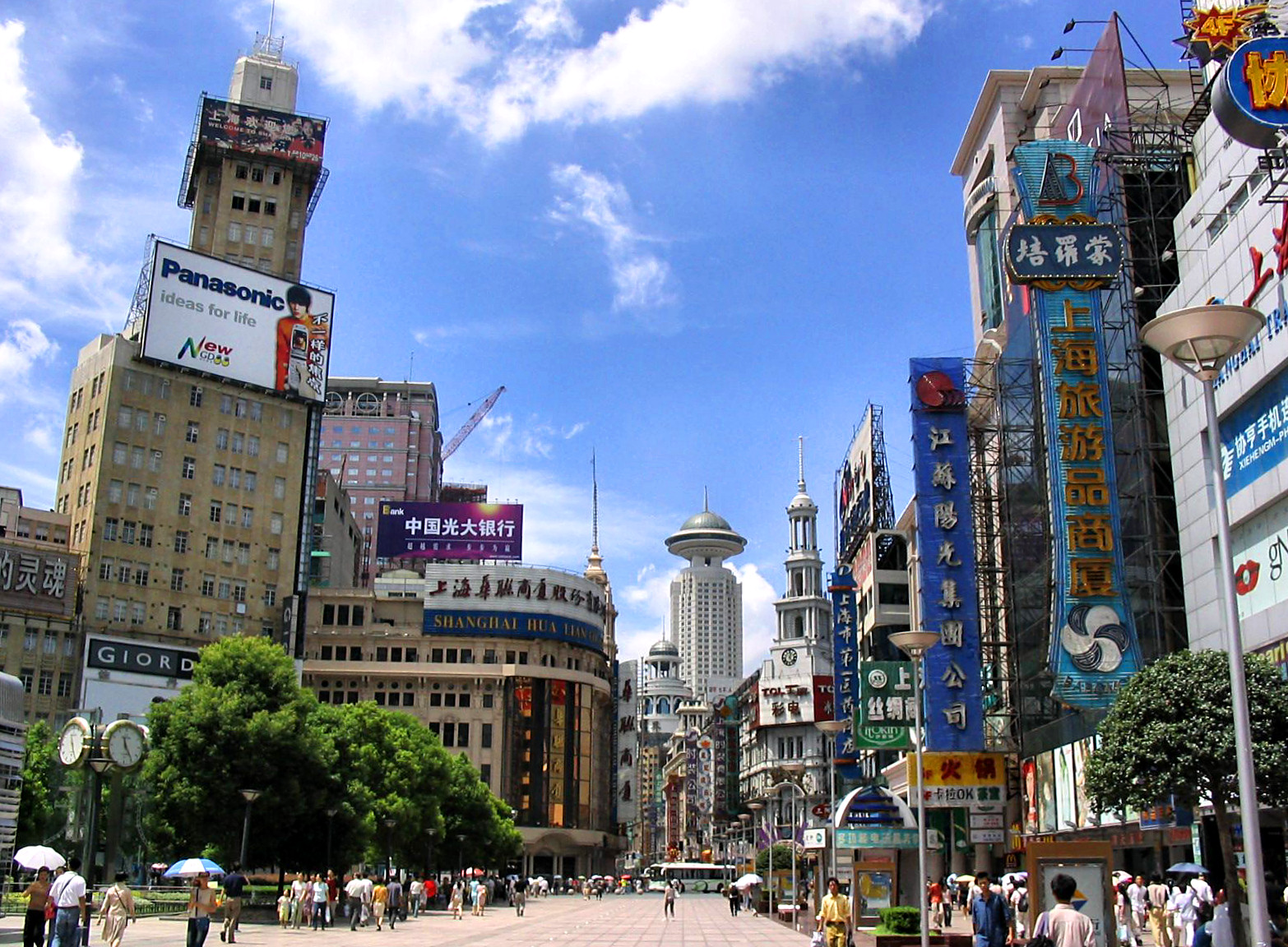
Одна з найжвавіших торгових вулиць у світі, Нанкін-роуд у Шанхаї, є прикладом економічного зростання в материковому Китаї та його великої споживчої бази.

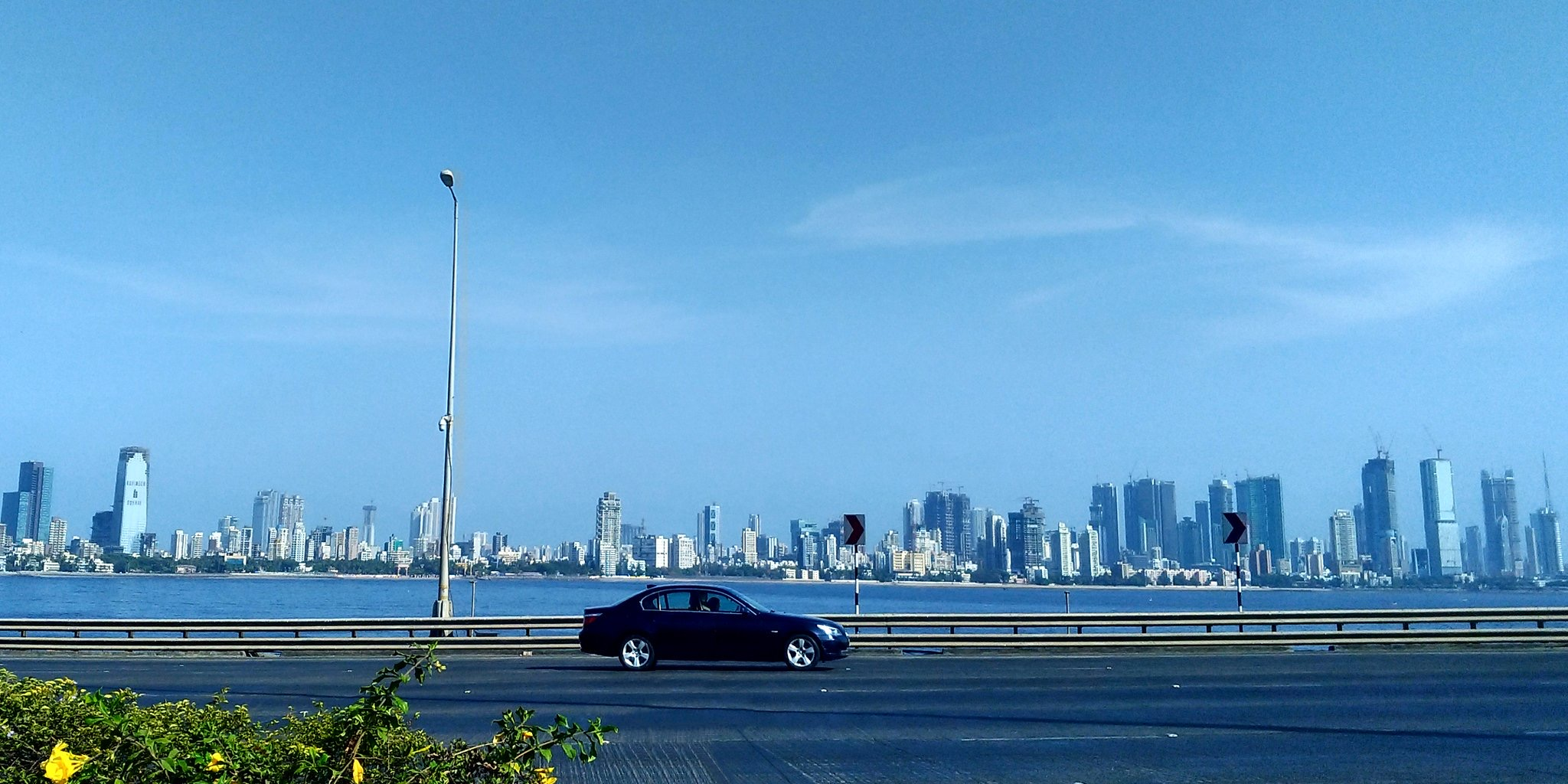
300-мільйонне населення Індії, що відноситься до середнього класу, щорічно зростає на 5%. Тут показано елітний район у південному Мумбаї.

Ключовим фактором є стале підвищення продуктивності в Азії, зокрема в Китаї та Індії, що супроводжується підвищенням рівня життя. Навіть не досягаючи повністю європейських або північноамериканських стандартів життя, до 2050 року Азія може забезпечувати половину світового ВВП. Це великий стрибок порівняно з періодом безпосередньо після холодної війни, коли Північна Америка та Європа разом формували половину світового ВВП.Згідно з дослідженням Азійського банку розвитку 2011 року, відзначено, що «з майже подвоєнням своєї частки у світовому валовому внутрішньому продукті (ВВП) до 52 відсотків до 2050 року, Азія відновить домінуючу економічну позицію, яку вона мала приблизно 300 років тому».
Концепція Азійського століття передбачає, що азійські економіки можуть зберігати свою динаміку ще протягом 40 років, адаптуватися до змін у глобальному економічному та технологічному оточенні та постійно утримувати порівняльні переваги. Згідно з цим сценарієм, за моделюванням Азійського банку розвитку 2011 року, ВВП Азії зросте з 17 трильйонів доларів у 2010 році до 174 трильйонів доларів у 2050 році, що складе половину світового ВВП. Те саме дослідження Азійського банку розвитку визначає, що сім економік (Китай, Індія, Індонезія, Японія, Південна Корея, Таїланд, Малайзія) будуть лідерами зростання в Азії. За сценарієм Азійського століття в регіоні не буде бідних країн, на відміну від восьми в 2011 році.
Після проведення економічних реформ у Китаї наприкінці 1970-х років (зокрема, приватизація ферм) і на початку 1990-х років (в більшості міст), китайська економіка протягом трьох десятиліть показувала темпи економічного зростання від 8 до 10%. Індійська економіка почала подібний, хоча й менш швидкий, підйом наприкінці 1980-х і на початку 1990-х років, і протягом цього періоду зростала в середньому на близько 4%, хоча зросла трошки більше 8% у 2005 році та досягла 9,2% у 2006 році. Після цього темпи сповільнилися до 6% у 2009 році,  але потім знову зросли до 8,9% у 2010 році.
Обидві ці події включали політику у певному обсязі контрольованої лібералізації економіки, а також розвиток економіки в напрямку глобалізації, охоплюючи як експорт, так і залучення внутрішніх інвестицій. Масштаби цієї лібералізації та глобалізації залишаються предметом обговорення. Вони стали результатом обґрунтованих рішень ключових політичних лідерів, зокрема в Індії та Китаї. Крім того, населення цих двох країн створює потенційний ринок для понад двох з чверті мільярда людей. Розвиток внутрішнього ринку споживання визначав основну стратегію економічного зростання. Це призвело до значно вищих темпів економічного розвитку в Китаї та Індії порівняно з Японією, Європейським Союзом і навіть Сполученими Штатами. Міжнародна конкурентна вигода у вартості праці сприяла глобальному конкурентному тиску цих двох країн.
Термін істернізація використовувався для позначення поширення східних (переважно японських) методів управління на Захід.    
Нахил до зміцнення економічного пріоритету Азії також базується на аналізі останніх тенденцій у економіці. У своєму прогнозі економіки BRIC, Goldman Sachs виокремив тенденцію, згідно з якою до 2050 року материковий Китай стане найбільшою економікою, а Індія визначиться як друга за обсягом ВВП. Прогноз також охарактеризував основний вид промисловості, яким кожна з цих націй буде володіти, і це спричинило деякі думки про те, що материковий Китай стане "промисловою майстернею світу", тоді як Індія візьме на себе роль "одного із великих сервісних товариств".  На момент 2009 року більшість країн, які вважаються новими індустріальними, розташовані в Азії.
До 2050 року економіки Східної та Південної Азії мають збільшитися більше ніж в 20 разів. Це призведе до зростання індексу людського розвитку, який використовується для вимірювання рівня життя. Індекс людського розвитку Індії наблизиться до 0,8. Рівень життя в Східній Азії підійде до 0,94, що стане досить близьким до рівня життя західних країн, таких як Європейський Союз і Сполучені Штати. Це означатиме, що буде важко визначити різницю в багатстві між ними. За умови збереження поточних тенденцій, через значні популяції Східної Азії та Індії їхня економіка стане дуже значущою, і Індія може подвоїти кількість населення Китаю в довгостроковій перспективі. Східна Азія може випередити економіки всіх західних країн ще до 2030 року. Південна Азія може наслідувати це, якщо сотні мільйонів бідних людей продовжать переходити до середнього класу.

#### Проекти будівництва

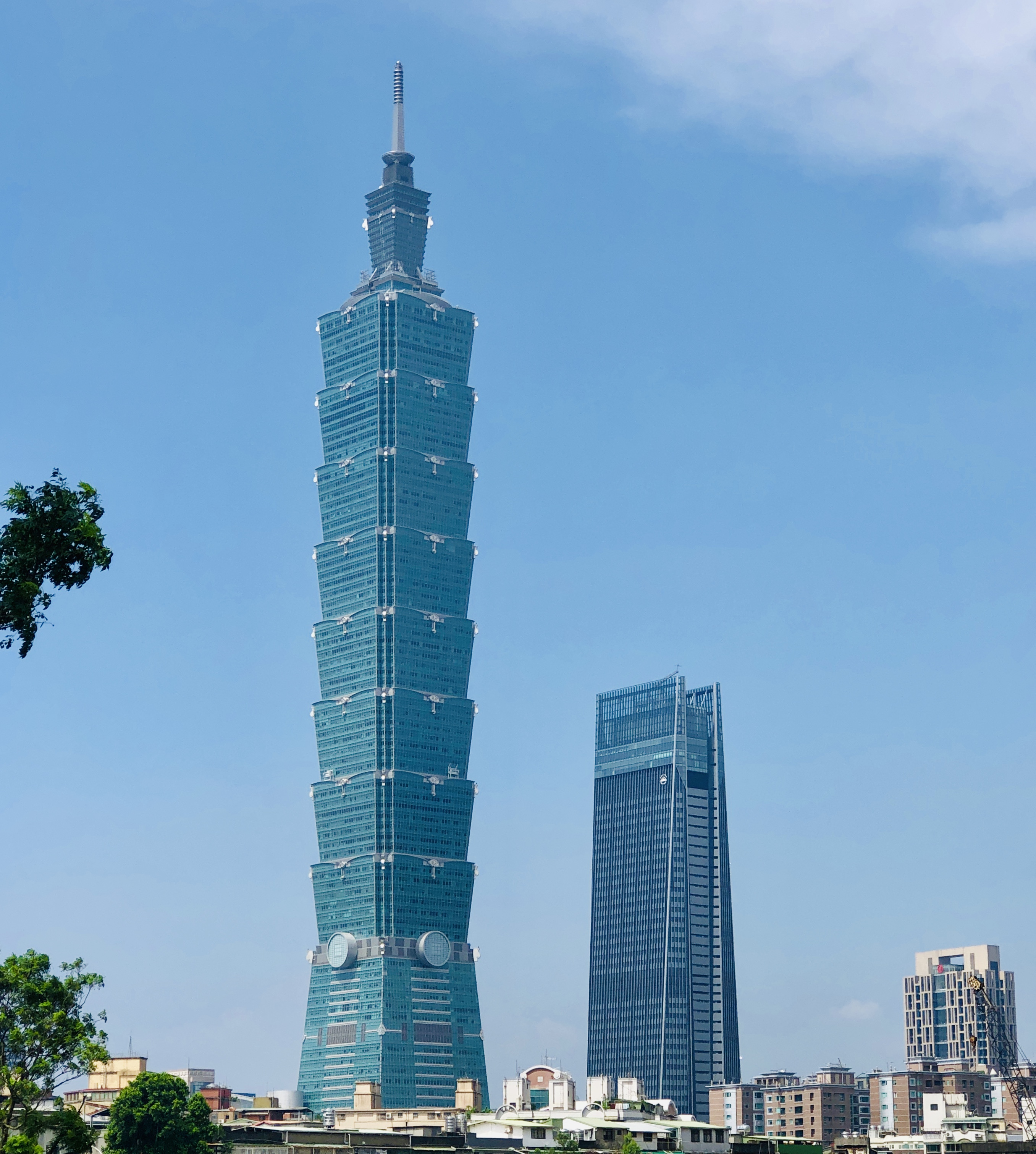
Хмарочос Тайбей 101 у Тайбеї, Тайвань, який був найвищою будівлею у світі з 2004 по 2010 рік

Прогнозується, що найбільш новаторські будівельні проекти у найближчі роки будуть реалізовані в Азії. Як символ економічної потужності, високі хмарочоси вже були зведені в Азії, і наразі в цьому регіоні заплановано та розпочато більше проектів, ніж у будь-якому іншому районі світу. Завершені проекти включають в себе вежі Петронас у Куала-Лумпурі, Шанхайський всесвітній фінансовий центр, Міжнародний фінансовий центр у Гонконзі, Тайбей 101 у Тайвані, Бурдж Халіфа в Дубаї, ОАЕ, і Шанхайську вежу. Майбутні будівлі обіцяють бути ще вищими, такі як PNB 118 у Куала-Лумпурі та Legacy Tower у Дакці.

### Культура
У культурному аспекті азійське століття втілюється в індійських жанрових фільмах (Боллівуд, альтернативне кіно), кіно Гонконгу (фільми про бойові мистецтва, гонконгські бойовики), японській анімації та хвилі корейського кіно. Освідомлення азійських культур може стати частиною набагато культурно освіченішого світу, як це висловлено у дисертації "Зіткнення цивілізацій". Також, підтвердження азійських культур впливає на політику ідентичності азійців як в Азії, так і в азійських діаспорах за її межами.
Інтерес до японської культури та мови в Японії стрімко зростає; японська культурна продукція, зокрема телешоу, неоспоримо є популярною серед американської аудиторії і це спостерігається протягом багатьох років. У 2003 році близько 2.3 мільйонів людей у всьому світі вивчали японську мову, з них 900 000 південнокорейців, 389 000 китайців, 381 000 австралійців і 140 000 американців вивчали японську мову в навчальних закладах різного рівня.
Книги з фен-шуй стали лідерами продажів у науковому відділі, а кількість шкіл фен-шуй значно зросла. Великі банки та транснаціональні корпорації нині наймають консультантів із фен-шуй для організації своїх офісних просторів. Виявляється готовність поєднувати східні підходи до медицини, терапії та масажу, відмовляючись від традиційної західної медицини на користь методів, таких як точковий масаж і акупунктура. Практики, такі як припікання і шиацу, насолоджуються великою популярністю на Заході. Також все більше захоплення викликають різноманітні східні бойові мистецтва, такі як кунг-фу, дзюдо, карате, айкідо, тхеквондо, кендо, джиу-джитсу, тай-чи, цигун, ба-гуа та сінь-і, з їхніми різноманітними школами та напрямами.
Азійська кухня набула значної популярності на Заході завдяки азійській імміграції та зрослому інтересу неазійців до азійських інгредієнтів та страв. Навіть у невеликих містечках, таких як ті у Великій Британії, Канаді, Скандинавії чи Сполучених Штатах, можна знайти принаймні один індійський чи китайський ресторан. Ресторани, які пропонують страви паназійської та азійської кухні, також з'явилися у Північній Америці, Австралії та інших країнах світу. Зокрема, мережа китайських бістро PF Chang та азійських забігайлівок Pei Wei, що подають азійські страви та кухню в азійському стилі, представлені по всій території Сполучених Штатів та інших країнах світу. Також на ринку з'явилися харчові продукти в азійському стилі, зокрема відомий бренд локшини Maggi. Наприклад, в Австралії, Новій Зеландії, Ірландії та Великобританії асортимент локшини, натхненний азійською кухнею, відомий як Maggi Fusian, а в Німеччині та Австрії, відомий як Maggi Asia, включає різноманітні види локшини, натхненні стравами з Китаю, Японії, Кореї, Індії, Малайзії, Сінгапуру, Індонезії та Таїланду.
Йога набула популярності за межами Індії та решти Азії та увійшла в основну культуру західного світу. 
Навіть при поширенні використання англійської мови азійські мови зростають у популярності для вивчення та викладання поза межами Азії. Особливо в останні роки вивчення китайської мови в Сполучених Штатах отримало більше уваги через розуміння економічних переваг, пов'язаних із її знанням. Таке зацікавлення підтримується діяльністю Інститутів Конфуція, які відкриваються в різних країнах для надання навчання китайській мові та культурі.
На момент 2010 року китайська мова була другою за популярністю в Інтернеті, майже чверть всіх користувачів спілкувалися китайською, в той час як японська займала четверте місце, а корейська — десяте. Згідно з даними ЦРУ на 2020 рік, найбільше користувачів Інтернету було в Китаї, на третьому місці — в Індії, на шостому — в Японії, а на десятому — в Індонезії. 
Важливо відзначити, що Індія має найбільшу кіноіндустрію у світі, і її кінематографічна галузь виробляє більше фільмів, ніж Ноллівуд і Голлівуд разом взяті.
У початкові роки двадцять першого століття лише кілька осіб обирали вегетаріанство. Під час Другої світової війни в Сполученому Королівстві, наприклад, ця категорія населення становила 100 000 осіб приблизно на фоні 50 мільйонів загального населення, що приблизно дорівнює 0,2%. Проте до 1990-х років відсоток вегетаріанців у Великобританії зростав і коливався від 4,2% до 11%, визнаваний Порріттом і Віннером. Вони відзначають, що в 1960-х та на початку 1970-х бути вегетаріанцем розглядалося як надзвичайно незвичайно, але "тепер це стало респектабельним та загальноприйнятим явищем".
За останні роки поширення корейської хвилі, зокрема K-pop і корейських драм, за межами Азії призвело до виникнення нових сервісів, спрямованих на задоволення попиту на цей контент. Прикладами таких сервісів є Viki та DramaFever, які пропонують корейські драми міжнародним глядачам, а також інший азійський вміст. У Австралії розповсюдженню K-pop сприяють музичні сервіси, зокрема SBS PopAsia та Asian Pop Radio, які активно популяризують корейську музику серед слухачів. Крім K-pop, Asian Pop Radio також присвячено іншим жанрам азійської поп-музики, таким як музика з Індонезії, Таїланду, Японії, Малайзії та Сінгапуру. Також SBS PopAsia фокусується на інших формах східно-азійської поп-музики, представляючи вміст з Китаю та Японії, а також частково поп-музику Південно-Східної Азії. Ростуть інтерес і популярність азійського контенту, що призводить до того, що "SBS PopAsia" стає брендом для різноманітного контенту SBS, включаючи телешоу та новини, що поступають з Азії, таких як Китай, Південна Корея, Японія та Індія.
Зростання інтересу та популярності східної культури та філософії на Заході призвело до того, що в цих регіонах активно продаються товари, пов'язані із східною культурою. Серед них особливо визначаються статуетки Будди, що представляють широкий спектр від елементів для саду до предметів для внутрішнього оформлення дому. Також великою популярністю користуються статуетки індуїстських богів, зокрема Ганеша, а також східноазійські іконографії, такі як Інь і Ян, які можна придбати в численних магазинах західних країн. Наприклад, мережа магазинів Ishka в Австралії пропонує широкий вибір товарів азійського походження, зокрема з Індії. Проте цей тренд також став предметом критики, оскільки деякі вважають, що багато покупців цих товарів не розуміють їхнього справжнього значення, і це може вважатися формою орієнталізму.

### Релігія
Ще в 1950-х роках видатний історик ідей Крейн Брінтон міг оцінити «сучасні групи, які віддають перевагу східній мудрості», як практично «сектантські», «маргінальні» та «поза основною течією західної думки та почуттів». Однак деякі люди на Заході виявили зацікавленість або навіть прийняли східні релігії. Наприклад, Махаріші Махеш Йогі, який вперше привернув увагу групи "Бітлз" в Уельсі у 1967 році та пізніше в Індії для вивчення трансцендентальної медитації у 1968 році. Далай-лама, автор книги "Мистецтво щастя", яка стала бестселером, може збирати величезні натовпи в Центральному парку Нью-Йорка або на лондонському стадіоні Уемблі.
У деяких країнах буддизм є другою за величиною релігією.  FWBO є однією з найбільших і швидкозростаючих буддійських організацій на Заході. 
Віра в реінкарнацію ніколи не входила в офіційне вчення християнства чи юдаїзму, або, принаймні, у християнстві офіційно визначалася як єресь, оскільки була відхилена невеликою більшістю на Другому Константинопольському соборі в 553 році нашої ери. Проте майже всі опитування в західних країнах показують високі рівні цієї віри. Наприклад, дослідження "Здивовані люди", проведене в 1940-х роках, показало, що лише 4% населення Великобританії вірили у реінкарнацію. Опитування Джеффрі Горера, проведене кількома роками пізніше, зафіксувало 5% (1955, стор. 262). Але до 1967 року ця цифра зросла до 18% (Gallup, 1993), а до 1979 року вже до вражаючих 29%, що в шість разів перевищує попереднє опитування "Спантеличені люди". За словами Ейлін Баркер, приблизно одна п'ята європейців наразі вірить у реінкарнацію.
Карма, що має своє коріння в стародавній Індії та є ключовим поняттям в індуїзмі, буддизмі та інших східних релігіях, проникла в культурну свідомість багатьох у західному світі. Пісня "Instant Karma!" Джона Леннона 1970 року сприяла популяризації концепції карми в західному світі, і на сьогодні це широко відома та популярна ідея, яка породжує крилаті вислови, меми та використовується в інших проявах західної масової культури.
Уважність та буддійська медитація, обидва дуже популярні в Азії, завоювали популярність серед широкої аудиторії на Заході. 

### Політика

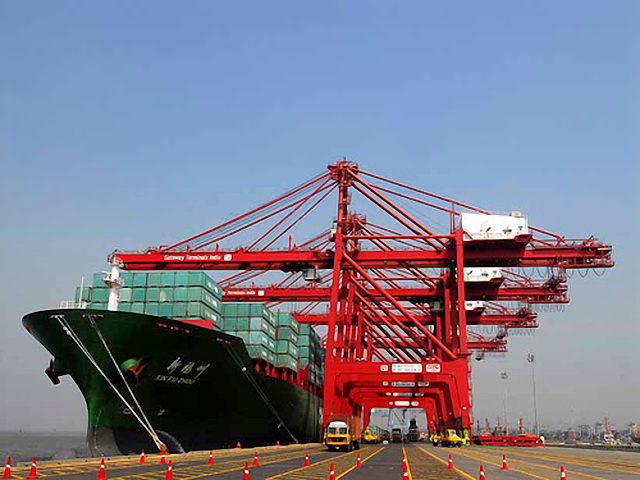
Вантаж контейнеровоза зі Східної Азії розвантажується в порту імені Джавахарлала Неру в Наві Мумбаї, Індія. Посилення економічної інтеграції азійських країн також зблизило їх політично.

Геополітична позиція Китаю та, в меншій мірі, Індії, піднялася в міжнародних органах та серед світових країн, що призвело до активізації взаємодії Сполучених Штатів та Європейського Союзу з цими державами. Китай також є постійним членом Ради безпеки ООН. Хоча Індія не займає постійне місце, є можливість, що вона стане ним або, принаймні, отримає більш впливовий статус. Японія також докладає зусиль, щоб стати постійним членом, але цьому опираються інші азійські країни (наприклад, Пакистан проти заяви Індії; Китай, Південна Корея, Північна Корея проти заяви Японії).
Азійський регіональний союз може пройти додатковий етап розвитку в XXI столітті на основі АСЕАН та інших торгових угод. Однак серед національних лідерів різних азійських країн існує певне політичне хвилювання щодо гегемоністських амбіцій Китаю у цьому регіоні. Ще одна нова організація, Східноазійський саміт, також може встановити зону вільної торгівлі, аналогічну Європейському союзові.
Євгеній Примаков, російський прем'єр-міністр, висловив підтримку концепції трійного союзу між Росією, Китаєм і Індією, яку спочатку висловив стратег Мадхав Дас Налапат у 1983 році, і визначив свою підтримку ідеї багатополярного світу.

### Людський капітал
За звітом Світового банку про глобалізацію за 2007 рік, значно підвищений рівень освіти виявився важливим фактором, що призвело до прискорення середнього зростання в Азії на 0,75-2 процентних пункти. Швидке розширення людського капіталу завдяки якісній освіті в регіоні сильно вплинуло на "збільшення тривалості життя та економічного росту, а також на інституціональні перетворення та перехід до сучасних демократій".

### 3G (Глобальні генератори зростання)
Найбільш перспективні для зростання країни Азії включають Бангладеш, Китай, Індію, Індонезію, Ірак, Монголію, Філіппіни, Шрі-Ланку та В'єтнам. Прогнозується, що розвиваючася Азія стане найшвидше зростаючим регіоном до 2050 року завдяки наростаючому населенню та зростанню доходів: 9 з 11 країн, входячи до групи 3G, розташовані в Азії. За глобальним індексом генераторів зростання найвищий у В'єтнамі, з Китаєм та Індією на другому та третьому місцях відповідно.
За індексом довіри до торгівлі HSBC (Trade Confidence Index, TCI) та прогнозами торгівлі HSBC існують чотири країни, де передбачається значний ріст торгівельних обсягів: Єгипет, Індія, В'єтнам та Індонезія. Прогнозується, що їхні торговельні обсяги зростатимуть принаймні на 7,3 відсотка щорічно до 2025 року, згідно із звітом HSBC. 

### Наступні одинадцять
На основі класифікації інвестиційним банком та економістом Goldman Sachs, наступні одинадцять країн, також відомі як N-11, включають Бангладеш, Єгипет, Індонезію, Іран, Мексику, Нігерію, Пакистан, Філіппіни, Туреччину, Південну Корею та В'єтнам. Джим О'Ніл у своїй дослідницькій статті визначив їх як країни із високим потенціалом стати, разом із БРІК/БРІКС, однією з найбільших світових економік у 21 столітті. За рішенням банку від 12 грудня 2005 року ці країни були обрані як об'єкт інвестицій та мали перспективи майбутнього зростання. На кінець 2011 року чотири основні країни (Мексика, Індонезія, Нігерія та Туреччина), відомі також як MINT, становили 73% ВВП цих одинадцяти країн. ВВП БРІК складав 13,5 трильйона доларів, тоді як ВВП MIKT становив майже 30% від цієї суми: 3,9 трильйона доларів.

## Проблеми реалізації азійського століття
Зростання в Азії не гарантовано. Його лідерам доведеться керувати багатьма ризиками та проблемами, зокрема:
- Зростання нерівності всередині країн, у яких багатство та можливості обмежуються вищими ешелонами. Це може підірвати соціальну єдність і стабільність.
- Багато азійських країн не зможуть зробити необхідні інвестиції в інфраструктуру, освіту та державну політику, які допомогли б їм уникнути пастки середнього доходу .
- Жорстка конкуренція за обмежені природні ресурси, такі як земля, вода, паливо чи їжа, оскільки нещодавно багаті азійці прагнуть вищого рівня життя.
- Глобальне потепління та зміна клімату, які можуть загрожувати сільськогосподарському виробництву, прибережному населенню та численним великим містам.
- Геополітичне суперництво Китаю та Індії.
- Нестримна корупція, від якої страждають уряди багатьох країн Азії. [82]
- Прямий вплив старіння населення на постійний економічний розвиток (наприклад, скорочення робочої сили, зміна моделей споживання, навантаження на державні фінанси [83] )

## Критика
Незважаючи на прогнози, що передбачають зростання економічної та політичної сили Азії, ідея Азійського століття викликала критику. Серед можливих наслідків була обговорювана можливість того, що продовжувані високі темпи зростання можуть призвести до революції, економічного спаду та екологічних проблем, зокрема в материковому Китаї.

## Дивись також
- Азіоцентризм
- Рада Азії
- Індокитай
- Шанхайська організація співробітництва
- Всебічне регіональне економічне партнерство
- Асоціація регіонального співробітництва Південної Азії
- Китайське століття
- Індійське століття
- Pax Sinica
- Корейська хвиля
- Азійські тигри
- Азійські тигри другої хвилі
- Мирне піднесення Китаю
- Тихоокеанське століття
- Cool Japan
- Тайванська хвиля
- Постзахідна ера

## Подальше читання
- Махбубані, Кішор (2009) Нова азійська півкуля: нестримне переміщення глобальної влади на схід . Громадські справи.ISBN 9781586486716ISBN 9781586486716 .

## зовнішні посилання
- Кінець Pax Americana: як занепад Заходу став неминучим через Атлантику
- Занепад Заходу: Чому Америка повинна готуватися до кінця домінування Атлантики
- Перехід економічної влади із Заходу на Схід готовий набирати темпи The Independent
- Глобальний економічний баланс зміщується на схід від The Globe and Mail
- Звіт про глобальну передачу влади в Азію: геостратегічні та геополітичні наслідки від Al Jazeera
- «Допомога в сфері безпеки та розвитку», написана в 1985 році Комітетом Сенату США з міжнародних відносин, опублікована Генеральною прокуратурою США
- Довідкове бюро народонаселення
- «Наступна гаряча мова для вивчення: китайська» Аманди Полсон. CS Monitor, 8 листопада 2005 р.
- «США відкриють перший Інститут Конфуція», chinanews.com, 8 березня 2005 р.
- «Аналіз: заявка Індії на місце в Раді Безпеки» Етіраджана Анбарасана. BBC News 22 вересня 2004 р.
- «США підтримати пропозицію Ради безпеки Японії» Гленна Кесслера. Washington Post, 18 березня 2005 р.
- «Торгівля між АСЕАН та Індією, договори про співпрацю з поглядом на «азійське століття»» AFP 30 листопада.
- «Азійські держави прагнуть до нової спільноти», Сара Баклі. BBC News. 14 грудня 2005 р.
- «Росія-Китай-Індія: стратегічний трикутник» Т. Т. Пулоза. азійські справи.
- «Інститут Азійського століття»

### інші
Промови та політичні заяви
- «Міцні китайсько-індійські відносини стануть початком справжнього азійського століття: прем’єр-міністр Вень» Коментар прем’єр-міністра КНР Вень Цзябао
- «Президент звертається до азійського суспільства, обговорює Індію та Пакистан» Президент США Джордж Буш називає 21 століття не азійським, а століттям свободи
- «Сила Індії нескінченна» Міністр торгівлі КНР Бо Сілай майбутнє зростання та співпраця Індії та материкового Китаю, 2006 р.

Прогнози
- NIC 2020 Картування глобального майбутнього
- БРІК Дисертація-pdf
- «Ласкаво просимо в азійське століття...» Джеффрі Сакса

Критика
- "Китай, Індія - супердержава? Не так швидко!"
- «Asian Century» — редакційна стаття, яка протиставляє американське та азійське століття.
- «Абсолютно новий смак? Австралійське азійське століття» Archived  </link> стаття про культурні аспекти азійського століття на Erenlai.